# Krasnoarmeisk (Moskau)
Krasnoarmeisk (russisch Красноарме́йск) ist eine Stadt mit 26.294 Einwohnern (Stand 14. Oktober 2010) in der Oblast Moskau in Russland. Sie liegt etwa 50 km nordöstlich von Moskau entfernt. Nächstgelegene Städte sind jeweils 17 km entfernt Iwantejewka und Frjasino.

## Geschichte
Die heutige Stadt ging aus einer Siedlung namens Muromzewo (Муромцево) hervor, die seit dem 16. Jahrhundert bekannt war. 1835 entstand dort eine Textilfabrik. Nach der Oktoberrevolution wurde diese nationalisiert und erhielt den Namen Baumwollfabrik der Roten Armee und Flotte (Бумагопрядильная фабрика им. Красной Армии и Флота). In den 1920ern entstand um sie herum eine Arbeitersiedlung, die ab 1947 zusammen mit dem ehemaligen Dorf Muromzewo die Stadt Krasnoarmeisk – wörtlich „Rote-Armee-Stadt“ – bildete.

### Bevölkerungsentwicklung
| Jahr | Einwohner |
| ---- | --------- |
| 1939 | 8.923     |
| 1959 | 18.213    |
| 1970 | 22.351    |
| 1979 | 25.951    |
| 1989 | 27.460    |
| 2002 | 26.051    |
| 2010 | 26.294    |

Anmerkung: Volkszählungsdaten

## Wirtschaft und Infrastruktur
Der einzige größere Industriebetrieb der Stadt ist gegenwärtig die Textilfabrik, die aus der alten Baumwollfabrik hervorging.
Nahe Krasnoarmeisk verläuft die Ringstraße A107, etwas weiter westlich die Fernstraße M8. Eine Eisenbahnanbindung besteht über eine 18 km lange Stichstrecke, die von der Transsibirischen Eisenbahn (Teilstrecke Moskau–Jaroslawl) abzweigt.

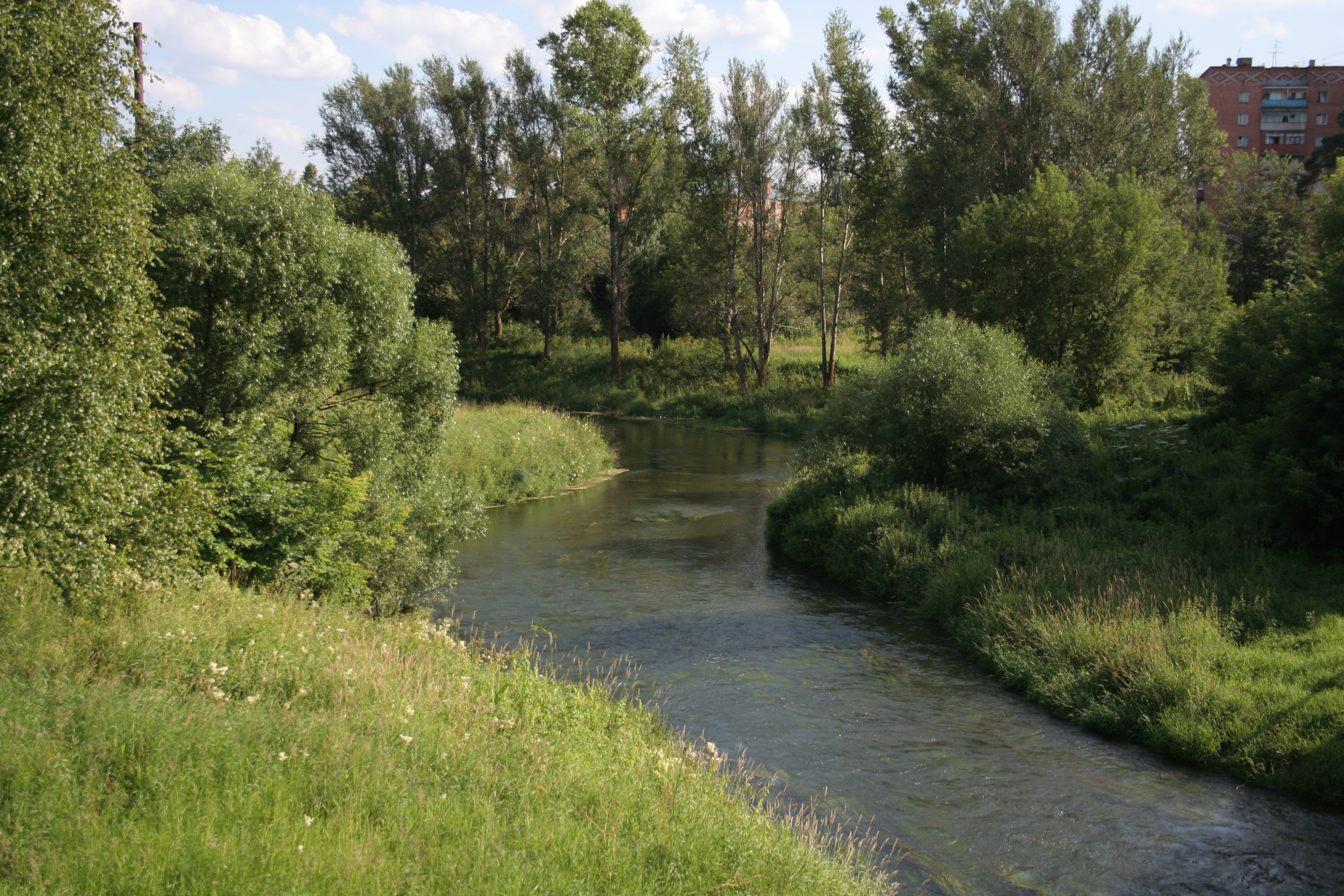
Das Flüsschen Worja in Krasnoarmeisk
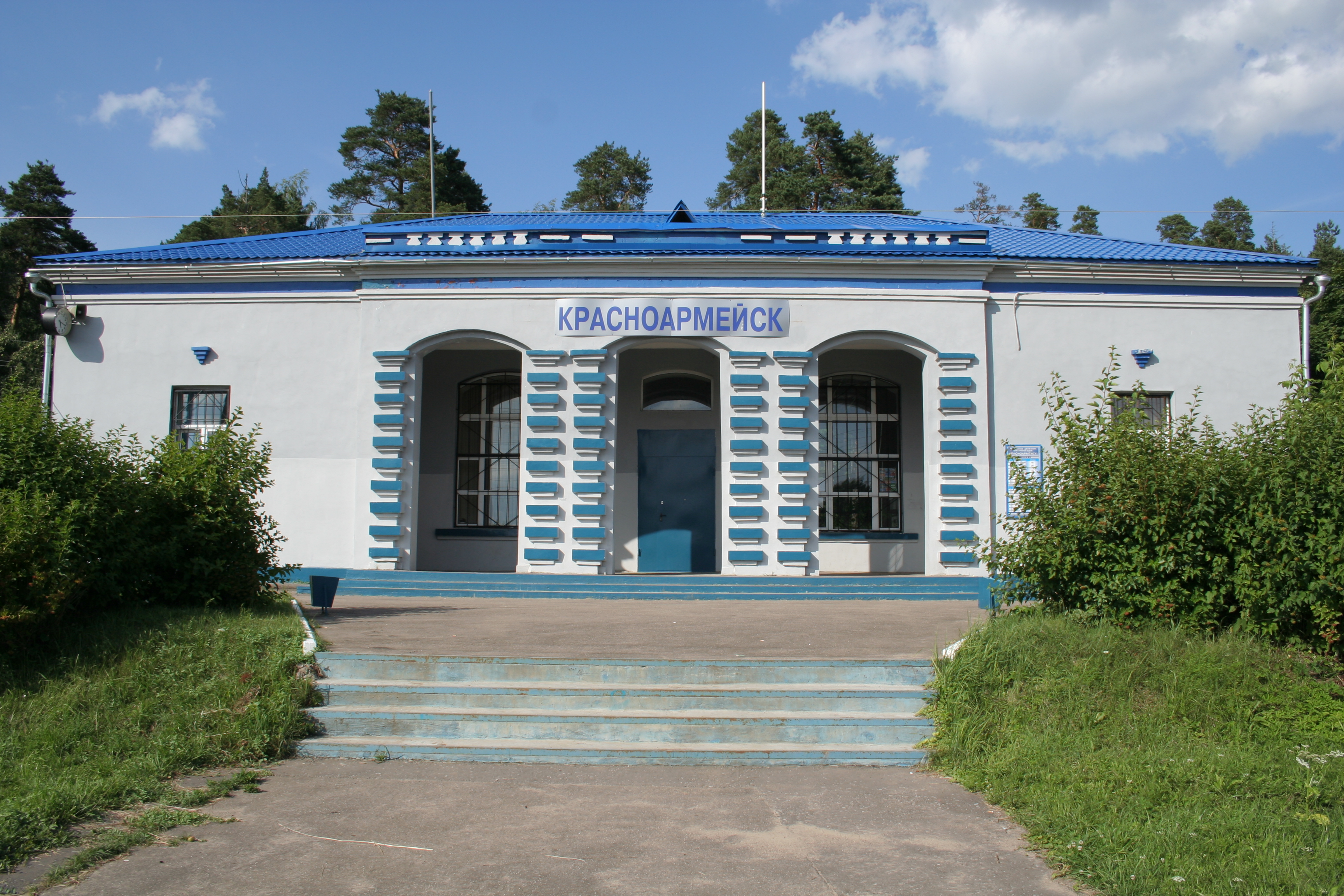
Bahnhofsgebäude Krasnoarmeisk

## Söhne und Töchter der Stadt
- Konstantin Wawilow (1944–2009), Badmintonspieler
- Igor Kukuschkin (* 1958), Festkörperphysiker
- Alexander Legkow (* 1983), Skilangläufer

## Sonstiges
Krasnoarmeisk ist Heimat des bekannten russischen Frauenfußballvereins SchFK Rossijanka Moskowskaja Oblast.